# Пресано (Тренто)
Пресано је насеље у Италији у округу Тренто, региону Трентино-Јужни Тирол.
Према процени из 2011. у насељу је живело 538 становника. Насеље се налази на надморској висини од 278 м.